# 낭아초
낭아초(狼牙草, 문화어: 낭아땅비싸리)는 한국 남부지방, 중국·일본 등에 분포하는 낙엽 활엽반관목이다. 바닷가에서 자란다.

## 생태
가지를 많이 쳐서 옆으로 자라며, 작은 가지에는 복모가 있고 가늘다. 높이는 2m 정도이다. 잎은 작은 잎이 5-11개이고 타원상 도란형·타원형 또는 긴 타원형이며, 잎자루는 1-3cm인, 홀수깃꼴겹잎이다. 가장자리는 밋밋하고 잎끝이 둔하거나 오목하고, 잎밑은 둥글다. 잎 양면에 누운 털이 난다. 꽃은 7-8월에 연한 황색으로 피는데, 총상꽃차례가 잎겨드랑이에 달리고 많은 꽃이 달린다. 열매는 3cm 정도 되는 원기둥 모양의 삭과이다. 씨는 긴둥근꼴이고 누런빛을 띤 초록색이며 5~6개가 들어 있다.

## 쓰임새
꽃은 화초로 심을 수 있고 뿌리는 약으로 쓴다. 절개지나 천변을 덮는 데 쓰기도 한다.

## 사진

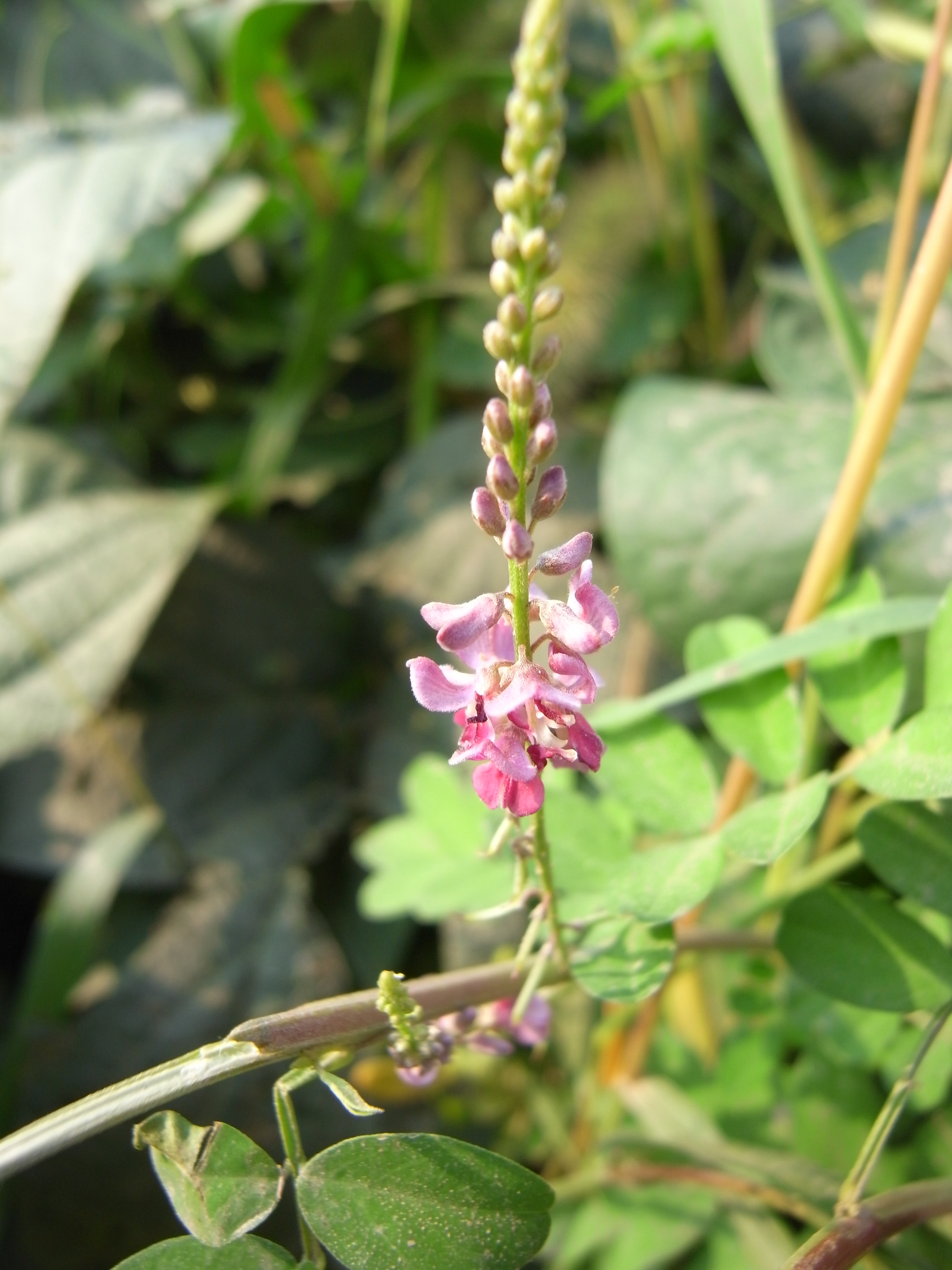
꽃차례 가까이
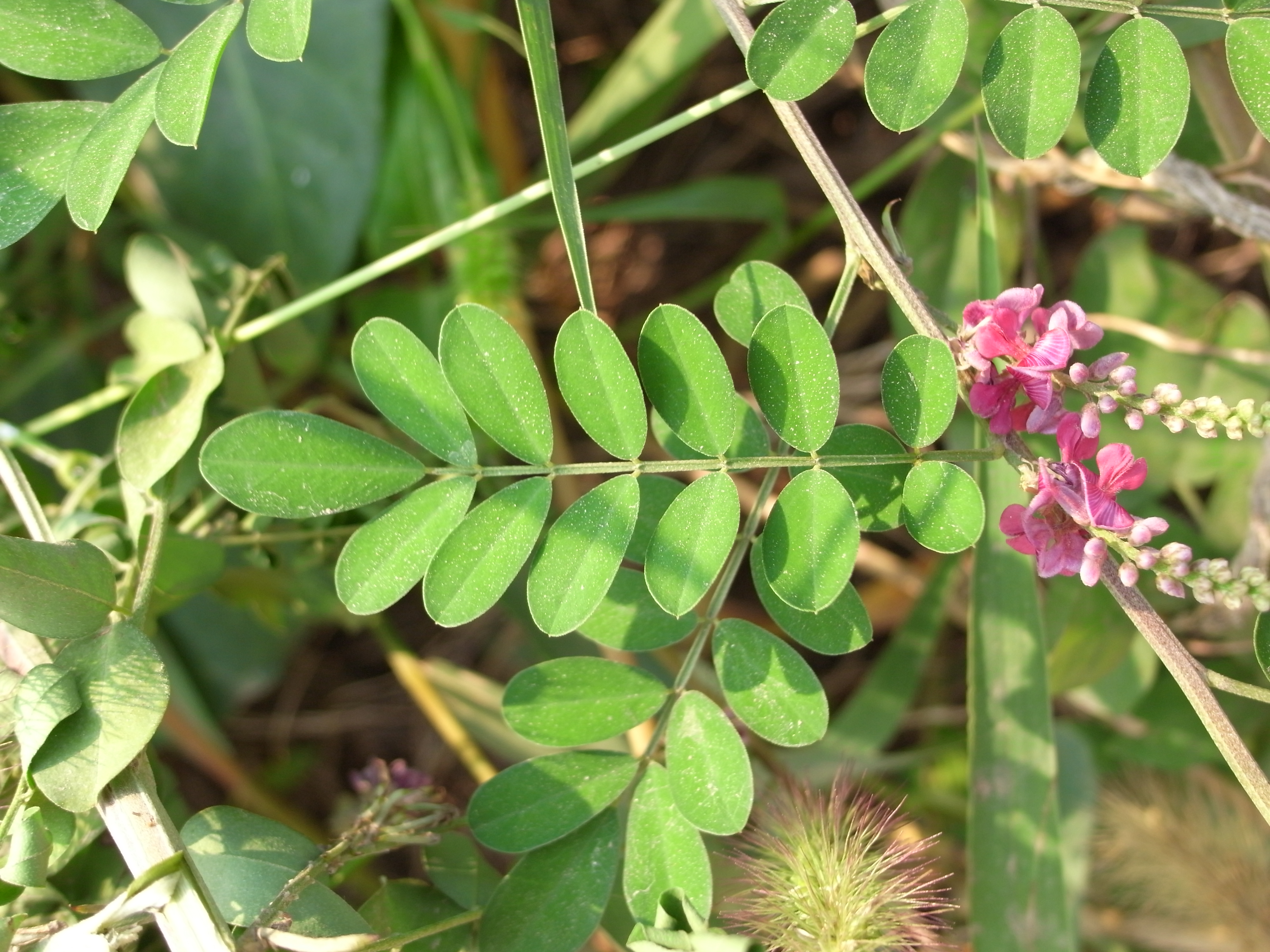
잎

## 참고 문헌
- 이 문서에는 다음커뮤니케이션(현 카카오)에서 GFDL 또는 CC-SA 라이선스로 배포한 글로벌 세계대백과사전의 내용을 기초로 작성된 글이 포함되어 있습니다.